# Polyorama
Le polyorama panoptique était un dispositif optique en vogue au XIXe siècle qui permettait de visionner des tableaux animés grâce aux variations de la lumière. Cet appareil fut inventé par Lemaire, un opticien français.

## Principe de fonctionnement

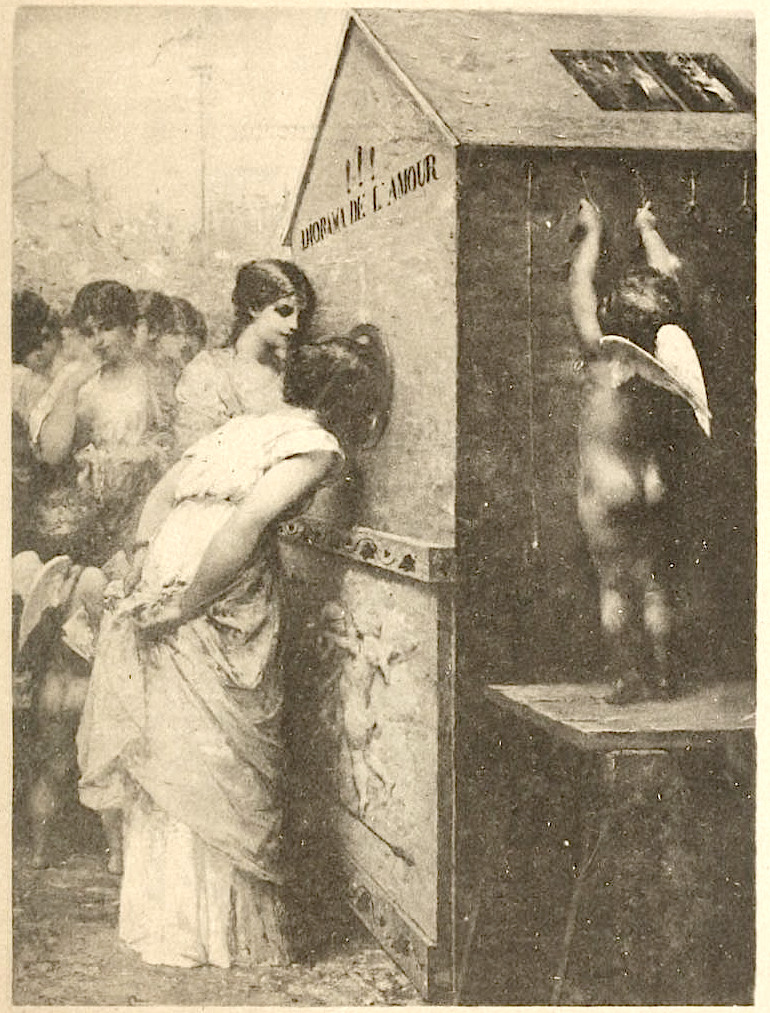
Diorama de l'Amour : dans ce tableau de 1886, l'artiste Jean Aubert reconstitue une attraction diorama de l'époque du Consulat. (du Consulat ou du Second Empire ?)

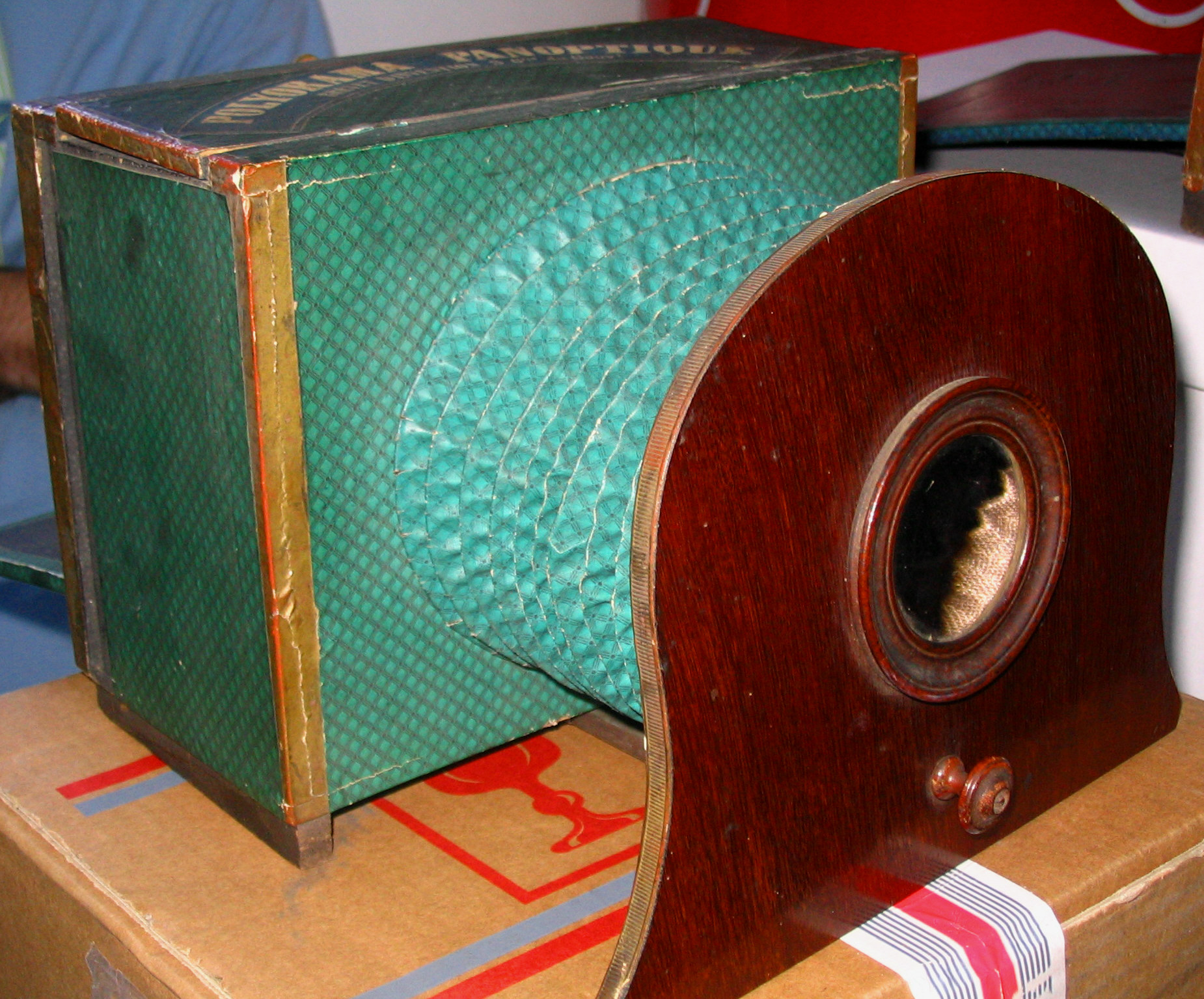
Boîtier d'un « polyorama panoptique » de Louis Daguerre. Le soufflet permet la mise au point de la vue que l'on observe par l'ouverture ronde.

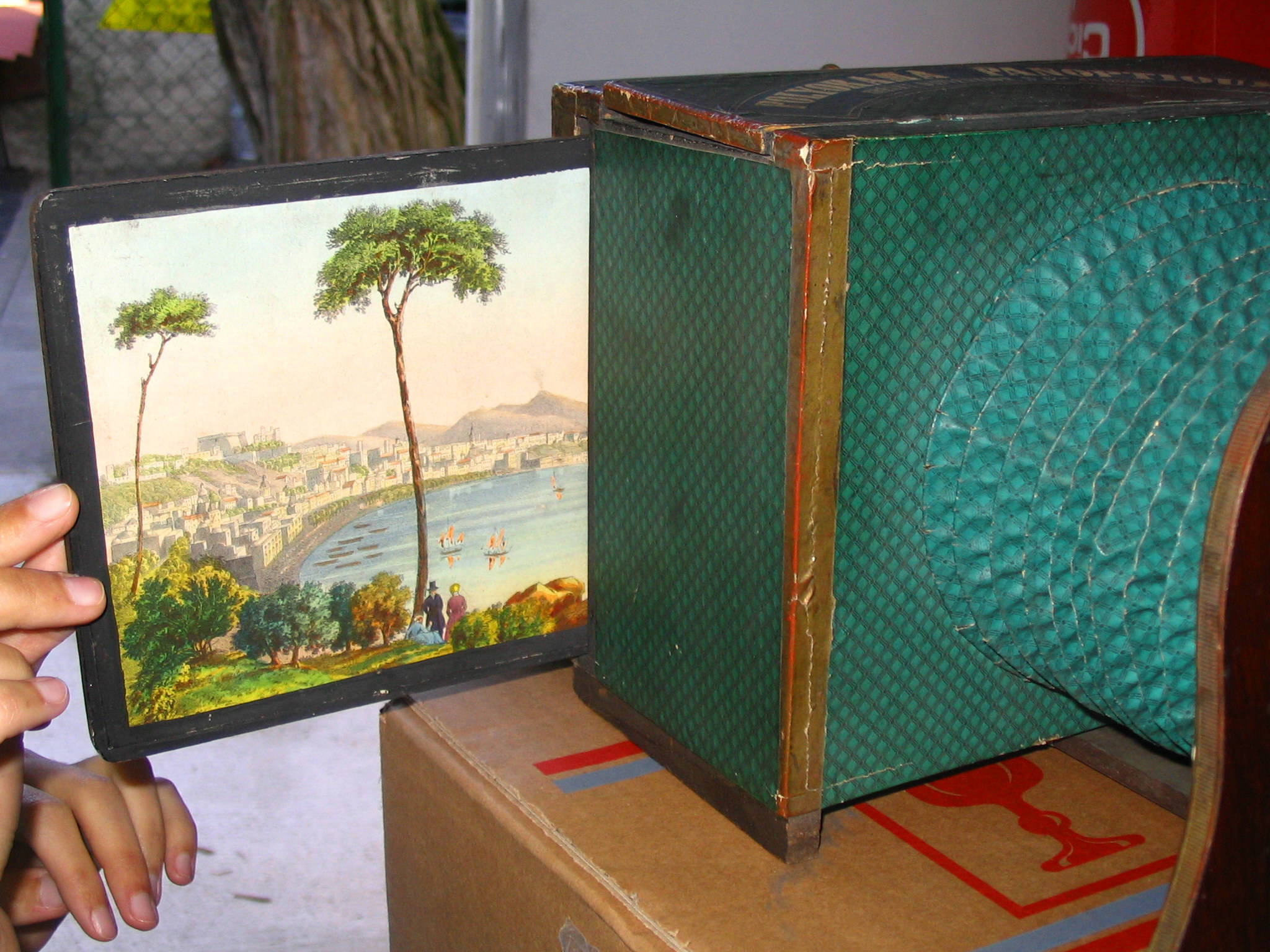
Peinture à transparences d'un polyorama (ici sortie du boîtier) ; le changement progressif de l'image est produit par la simple ouverture du volet supérieur du boîtier, laissant entrer la lumière dans la chambre.

Le polyorama est composé d'une chambre noire dans laquelle est introduite une vue et d'une ouverture utilisée pour observer la scène. Un soufflet permet la mise au point.
Ce procédé utilisait des tableaux transparents composés de deux plaques de verre peint à la main. La plaque avant représentait une scène de jour tandis que la plaque arrière correspondait à une scène de nuit. Deux volets mobiles situés sur le dessus et à l'arrière du boîtier permettaient de faire basculer progressivement la lumière d'une vue à l'autre. L'effet progressif obtenu était une transition subtile d'un paysage diurne à une scène nocturne.
Les polyoramas et leurs vues transparentes étaient vendus à la sortie des spectacles des dioramas dont ils constituaient le prolongement miniaturisé du procédé.